# Maison de la Radio

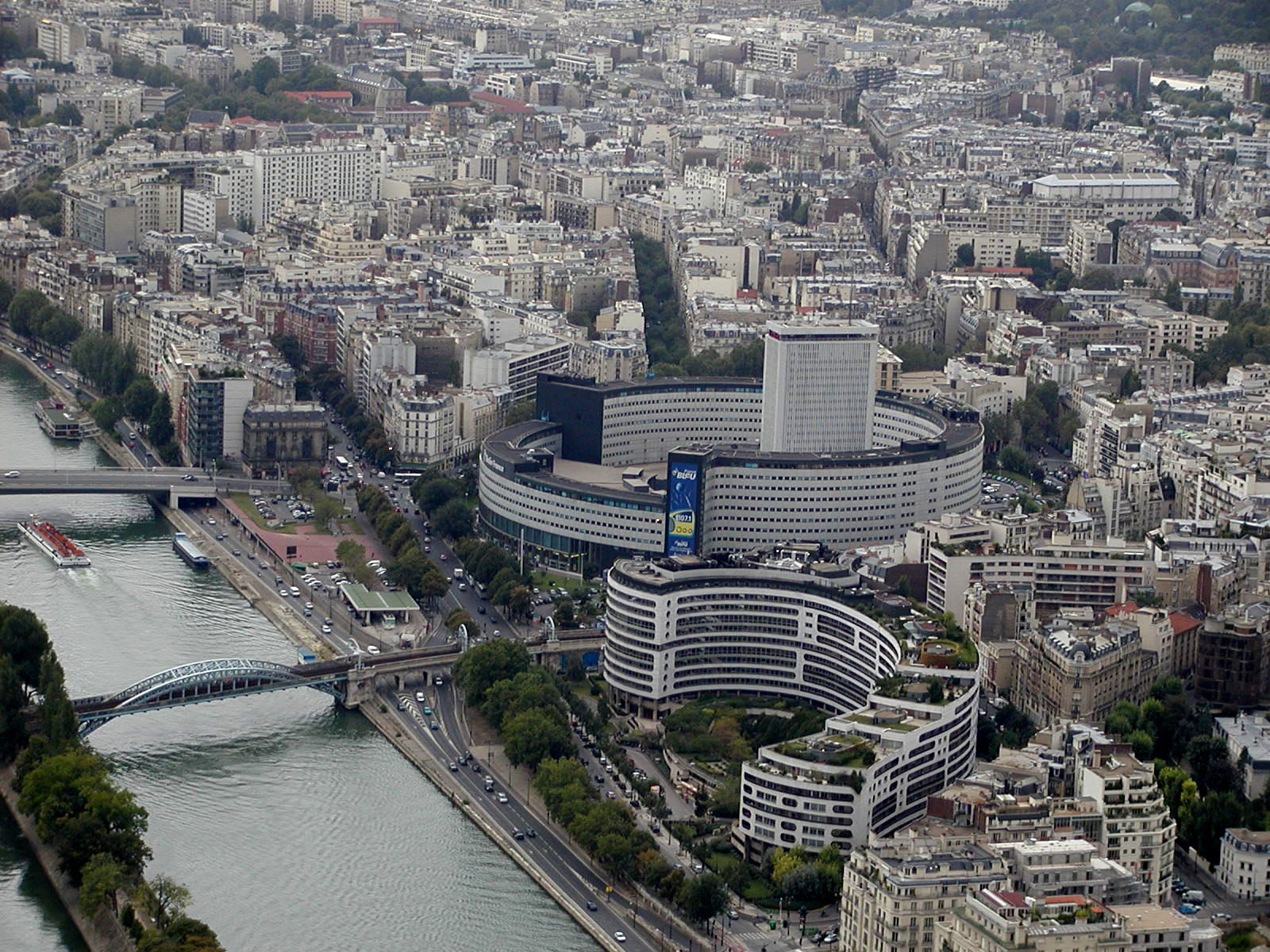
Das Maison de la Radio

Das Maison de la Radio et de la Musique (Funkhaus) ist ein Gebäude im 16. Arrondissement von Paris, an der Avenue du Président Kennedy, direkt am rechten Seine-Ufer. Es wurde von dem Architekten Henry Bernard entworfen und beherbergt seit 1975 den öffentlichen Hörfunksender Radio France.

## Geschichte
Das Bauwerk wurde offiziell am 14. Dezember 1963 vom damaligen französischen Staatspräsidenten Charles de Gaulle und seinem Kulturminister André Malraux eröffnet. Es hatte die Aufgabe, die bisher quer über Paris verstreuten (staatlichen) Hörfunk- und Fernsehproduktionsstätten unter einem Dach zusammenzuführen. So wurde es zunächst Sitz der nach dem Vorbild der BBC gegründeten ORTF, ab 1975 von Radio France.
Das Maison de la Radio besteht aus einem 500 Meter langen Gebäudering, der um einen Zentralbau samt einem 68 Meter hohen Turm gruppiert ist. Der Grundriss inspirierte die älteren Logos von Radio France. Das Gebäude wurde zum Vorbild für ähnliche Rundfunkbauten in Europa, etwa die zwischen 1968 und 1972 entstandenen ORF-Landesstudios in Österreich. Im Mittelpunkt steht die Zweckmäßigkeit, vor allem aber sollte das Haus ein „Freund des Tons“ und ein „Feind des Lärms“ sein. Deshalb wurden die Studios in das Zentrum des Komplexes verlagert, um sie gegen den von außen eindringenden Lärm zu schützen. Im rechteckigen Turm, der nach den ursprünglichen Entwürfen eine Höhe von 100 Metern erreichen sollte, aber nach städteplanerischen Bedenken gekürzt wurde, sind die Archivräume untergebracht.
Das Maison de la Radio bietet zahlreiche kulturelle Projekte (insbesondere Konzerte, dabei auch Live-Übertragungen, weiterhin Besichtigungen, Familienworkshops und Vorführungen). Nach längerer Umbauzeit wurde 2014 der große Saal als Studio 104 mit 1461 Sitzen wiedereröffnet, entworfen vom Büro AS Architecture Studio, das 2005 den Wettbewerb für den Gesamtumbau des Maison de la Radio gewann.

## Orgel
Die große Orgel im großen Sendesaal von Radio France wurde 2013 von dem Orgelbauer Gerhard Grenzing (Barcelona) erbaut. Das Instrument hat 100 Register auf sechs Manualwerken, spielbar auf vier Manualen und Pedal.
| I Grand Orgue C–c4 |        |
| Montre             | 16′    |
| Bourdon            | 16′    |
| Montre             | 8′     |
| Suavial            | 8′     |
| Flûte harm.        | 8′     |
| Bourdon à chém.    | 8′     |
| Grosse Quinte      | 5 1⁄3′ |
| Prestant           | 4′     |
| Fl. Conique        | 4′     |
| Grosse Tierce      | 3 1⁄5′ |
| Quinte             | 2 ⁄3′  |
| Doublette          | 2′     |
| Sesquialtera II    | 2 ⁄3′  |
| Octaves III-IV     |        |
| Quintes II-III     |        |
| Cymbale III-IV     |        |
| Grand Cornet II-V  |        |
| Trompete           | 16′    |
| Trompete           | 8′     |

| II Positif expressif C–c4 |        |
| Quintaton                 | 16′    |
| Principal                 | 8′     |
| Salicional                | 8′     |
| Meditation                | 8′     |
| Bourdon                   | 8′     |
| Prestant                  | 4′     |
| Flûte douce               | 4′     |
| Nasard                    | 2 ⁄3′  |
| Doublette                 | 2′     |
| Tierce                    | 1 3⁄5′ |
| Septime                   | 1 ⁄7′  |
| Larigot                   | 1 ⁄3′  |
| Sifflet                   | 1′     |
| Mixture IV                |        |
| Basson                    | 16′    |
| Trompette                 | 8′     |
| Clarinette                | 8′     |
| Tremblant                 |        |

| III Récit expressif C–c4 |        |
| Bourdon                  | 16′    |
| Principal                | 16′    |
| Gambe                    | 16′    |
| Principal                | 8′     |
| Gambe                    | 8′     |
| Voix Céleste             | 8′     |
| Cor de nuit              | 8′     |
| Flûte harm.              | 8′     |
| Octave                   | 4′     |
| Fl. Octaviante           | 4′     |
| Nazard                   | 2 ⁄3′  |
| Octavin                  | 2′     |
| Plein jeu IV             |        |
| Tierce                   | 1 3⁄5′ |
| Bombarde                 | 16′    |
| Hautbois                 | 8′     |
| Tr. Harmonique           | 8′     |
| Voix humaine             | 8′     |
| Clairon                  | 4′     |
| Tremblant                |        |

| IV Solo expressif C–c4 |    |
| Choeur de cordes       | 8′ |
| Voix Céleste           | 8′ |
| Flûte traversière      | 8′ |
| Choeur de cordes       | 4′ |
| Flûte Traversière      | 4′ |
| Flûte                  | 2′ |
| Cor Anglais            | 8′ |

| Hochdruckwerk C–c4 |     |
| Flûte              | 8′  |
| Flûte              | 4′  |
| Tuba               | 16′ |
| Tuba               | 8′  |
| Tuba               | 4′  |

| Chamades C–c4 |     |
| Chamade       | 16′ |
| Chamade       | 8′  |
| Chamade       | 8′  |

| Pédale C–c4     |         |
| Bourdon         | 32′     |
| Principal       | 16′     |
| Soubasse        | 16′     |
| Contrebasse     | 16′     |
| Principal       | 16′     |
| Bourdon         | 16′     |
| Quinte          | 10 2⁄3′ |
| Principal       | 8′      |
| Bourdon         | 8′      |
| Violoncelle     | 8′      |
| Flute           | 8′      |
| Tierce Imperial | 6 2⁄5′  |
| Quinte          | 5 1⁄3′  |
| Octave          | 4′      |
| Grosse Tierce   | 3 1⁄5′  |
| Posaune         | 32′     |
| Posaune         | 16′     |
| Basson          | 16′     |
| Basson          | 8′      |
| Trompete        | 8′      |
| Clairon         | 4′      |
| Chamade         | 8′      |
| Chamade         | 4′      |

- Koppeln:
  - Normalkoppeln: III/II, IV/II, IV/III, I/P, II/P, III/P, IV/P
  - Suboktavkoppeln: I/I, II/I, II/II, III/I, III/II, III/III, IV/I
  - Superoktavkoppeln: I/P, II/P, III/P, IV/P
  - Pedal an Manualwerke: P/I, P/II, P/III, P/IV
  - Hochdruckwerk-Koppeln: an I, II, III, IV und P
  - Chamaden-Koppeln: an I, II, III und IV

## Film
2013 erschien die Dokumentation La Maison de la Radio des französischen Regisseurs Nicolas Philibert, die sich mit der Arbeit der Menschen in diesem Gebäude und seiner besonderen Architektur beschäftigt.